# Elecciones generales de Lesoto de 1985
Las elecciones generales estaban destinadas a celebrarse en Lesoto en septiembre de 1985, las primeras elecciones después del Autogolpe de Estado perpetuado por el primer ministro Leabua Jonathan en 1970, luego de haber perdido las anteriores elecciones. Sin embargo, todos los partidos de la oposición boicotearon la elección, alegando que Jonathan cometería fraude. En consecuencia, el Partido Nacional Basoto (BNP), obtuvo todos los escaños por descarte.